# Kannauj (huyện)
Huyện Kannauj là một huyện thuộc bang Uttar Pradesh, Ấn Độ. Thủ phủ huyện Kannauj đóng ở Kannauj. Huyện Kannauj có diện tích 1993 ki lô mét vuông. Đến thời điểm năm 2001, huyện Kannauj có dân số 1385227 người.